# Hrvati u SAD-u
Hrvati u SAD-u ili Američki Hrvati (eng. Croatian Americans), državljani su Sjedinjenih Američkih Država koji se izjašnjavaju da su hrvatskoga podrijetla.

## Demografija
Po popisu stanovništva iz 2005. godine 401.208 građana SAD-a izjasnilo se kao Hrvati
Po popisu stanovništva iz 1990. godine u SAD-u je živjelo 544 270 Hrvata (Amerikanci koji se se izjasnili da su hrvatskoga podrijetla ili su rođeni u Hrvatskoj).
Temeljem nekih povijesnih teorija u SAD-u živi 3 milijuna stanovnika hrvatskoga podrijetla.
Savezne države s najvećim brojem Hrvata:
| Pennsylvania | 50 350 |
| Illinois     | 43 613 |
| Ohio         | 41 812 |
| Kalifornija  | 39 071 |
| New York     | 23 650 |
| Wisconsin    | 16 202 |
| Indiana      | 8 433  |

### Hrvati po popisu stanovništva
- 1880. popis: 20 000[5] (postojani broj)
- 1980. popis: 252 970[6] ▲ 1164,8%
- 1990. popis: 544 270[7] ▲ 115,1%
- 2000. popis: 374 241[7] ▼ 31,2%
- 2007. popis: 420 763[8] ▲ 12,4%

## Povijest
Vrlo je teško reći kad su Hrvati prvi puta došli u SAD. Neki dokumenti [koji?] ukazuju da su se prvi Hrvati (s područja juga Hrvatske) naselili u SAD prije dvjesto godina. 
Značajno iseljavanje Hrvata u SAD dogodio se 1890-ih i 1900-ih, a vrhunac migracije dogodio se 1910. kada su se mnogi Hrvati iselili u Sjedinjene Države; većina njih su bili rimokatolici. Većina ih se iselila iz ekonomskih razloga, no tu je i značajan broj političkih izbjeglica koji su tražili azil.
Kao i drugi useljenici u SAD-u, Hrvati su se doselili da bi našli zaposlenje, s obzirom na tešku gospodarsku situaciju u domovini. Mnogi od njih, većinom samci, no i neki supružnici bez djece naselili su se u gradovima Pennsylvaniji i New Yorku. Radili su kao rudari ili metalci. Mnogi su se naselili u tvorničkim četvrtima i poljoprivrednim mjestima na srednjim zapadnim državama kao što su Wisconsin, Indiana, Illinois i Iowa. Takvi su uglavnom bili samci i tu su ostajali privremeno. Kada bi skupili dovoljno novca, Hrvati bi se vraćali u Hrvatsku. Međutim, oni što su ostajali izgradili su domove i posao za obitelj.
U vrlo kratkome roku, Hrvate se moglo naći širom SAD-a, od New Yorka do Californije, od New Orleansa do Minneapolis-St. Paula. 
Novi val useljavanja Hrvata u SAD počeo je završetkom Drugog svjetskog rata. Taj val, za razliku od prvog, većinom su činili političke izbjeglice, uključujući i djecu čiji su roditelji pogubljeni od nove vlasti i pojedince i obitelji koji su bježali od komunizma. Većina tih Hrvata smjestila se u hrvatskim kolonijama među rođake ili prijatelje. 
Pretpostavljalo se da je to kraj hrvatskog iseljavanja. No, 1965. Hrvati se ponovno iseljavaju u SAD. Većina iseljenika bili su političke izbjeglice, no u velikom broju bilo je i mladih obitelji koji su tražili posao. 
Oni Hrvati koji su se useljavali u 1960-ima naselili su se uglavnom u većim gradovima. Novi hrvatski useljenici bili su obrazovaniji i liberalniji za razliku od starih hrvatskih useljenika. Novi useljenici bili su pod velikim utjecajem antikomunističke politike koja se tada događala u Zapadnoj Europi i SAD-u, pa su stoga imali i negativan stav o Jugoslaviji.
Gledali su na "dobar i pristojan" posao, dobru naobrazbu za djecu, dobro udomljenje, slobodu govora o politici u demokratskoj Americi i slobodu izražavanja svoje religije koja je bila duboko ukorijenjena u njih.
Novi val useljavanja donio je procvat Hrvatskim katoličkim župama, a uskoro su novi useljenici postali nositelji hrvatske kulture u SAD-u. 
Danas se samo mali broj Hrvata useljava u SAD, uglavnom se useljavaju oni koji već imaju rodbinu po Americi.

## Naselja
Veliki broj Hrvata nalazi se u gradovima Chicagu, Clevelandu, New York Cityju i Los Angelesu, nešto manji broj u St. Louisu, Pittsburghu i Zaljevskom području San Francisca, manji broj Hrvata nalazi se u Sacramentu, Detroitu, području Kansas Cityja, Milwaukeeu Harrisburgu. Najveći broj Hrvata nalazi se u dolini Ohia. Prva hrvatska naselja bila su na ušću rijeke Mississippi u Louisiani i Californiji. Prvi useljenici bili su mornari koji su napustili svoje brodove iz gospodarskih razloga i novih glasina o ratu u Europi, raznih zaraznih bolesti na brodovima, lošeg stanja brodova itd. 1835. u SAD-u je bio značajan broj Hrvata koji su se asimilirali i radili na području komercijale i ugostiteljstva. Većina ih se oženila Amerikankama što je ubrzalo njihovu asimilaciju. 
Sredinom 19. stoljeća, veliki broj Hrvata je radio na području školjkarstva. Luka Jurišić (Jurisic) bio je prvak u uzgajanju školjki za prodaju. Do kraja 19. stoljeća Hrvati su držali monopol u školjkarskom poslu. U San Pedru postoji skup ulica koje se nazivaju "Croatian Place" (Hrvatsko mjesto). Danas je prijavljeno preko 35 000 Amerikanaca hrvatskog porijekla u San Pedru, što je najveća hrvatska zajednica na Tihom Oceanu. Californija je imala hrvatske koloniste i nakon prvog vala useljenja, no dolazak Hrvata u Californiju naglo je porastao za vrijeme Zlatne groznice. Mnogi Hrvati su napravili dioničarske korporacije u slučaju značajnijih otkrića.
Jedna od najvažnijih hrvatskih i američkih kompanija u kaliforniji bila je "The Slavonian Gold and Silver Company" (Slavnosnka kompanija zlata i srebra). San Francisco postao je središtem californijskih Hrvata, a tu su osnovali i prvo Hrvatsko useljeničko društvo 1857. Tadich Grill u San Franciscu ostatak je iz tog vremena i podsjetnik (i dalje u vlasništvu Hrvata), a ujedno i najstariji restoran na području Californije.
Veliki je broj Hrvata napustio Californiju i naselio se u Arizonu i Nevadu nakon Zlatne groznice. U Nevadi su u početku Hrvati radili u rudnicima zlata i srebra, a kasnije u trgovini srebrom. U Arizoni su uglavnom radili kao rudničari, uredski zaposlenici, čuvari, kuhari, mesari, konobari, vlasnici restorana i hotela itd. Bilo je i nekoliko hrvatskih naselja u Washingtonu. Malo hrvatsko ribarsko selo postojalo je početkom 19. stoljeća, gdje su iskusni hrvatski ribari mnogo doprinijeli u razvoju trgovine ribom. Tri glavna hrvatska središta u Washingtonu bili su Seattle, Anacortes i Roslyn. Veliki postotak Hrvata dokazan je postotkom učenika u školama u Rosalynu, gdje su hrvatski učenici činili 23% škole 1922./23. Neki od prvih useljenika naselili su i Pennsylvaniu. Kao središte države, Pittsburgh je zapošljavao mnogo hrvatskih useljenika. Mnogi od njih su radili u teškoj industriji. Početkom stoljeća bilo je 38 000 Hrvata u Pittsburghu, a 1990. utvrđeno je preko 200 000 Hrvata, potomaka pittsburških Hrvata. 
Prvi Hrvati u Detroitu pojavili su se 1890-ih, naseljavali su uglavnom područje u regiji Russel. U Illinoisu Hrvati su se koncentrirali oko Chicaga. Iako je izgrađena kasnije, hrvatsko naselje u Chicagu postalo je jedno od najvažnijih u Sjedinjenim Američkim Državama. Naselje se posebice pošlo razvijati nakon Prvog svjetskog rata, a Chicago je postao središte svih političkih i kulturnih događanja Hrvata Amerike. Utvrđeno je da se u Chicagu nalazi preko 50 000 Hrvata, dok u cijeloj državi Illinois ima preko 100 000 Hrvata raspoređenih u 54 naselja. 
Hrvatsko naselje u Kansas Cityju također su igrala važnu ulogu. I ovo je naselje nastalo u kasnome razdoblju 19. stoljeću s prvim susjedstvom stvorenim zapadno od kompanije Armour Packing uz duž James Streeta. Strawberry Hill je primjer hrvatske četvrti u Kansasu. Prvo hrvatsko naselje u St. Louisu nastalo je jako rano. Naselili su ga uglavnom Hrvati koji su doselili iz Louisiane uz duž Mississippija prema sjeveru. Prema Anti Tresiću Paviću (Ante Trasic-Pavic), koji je SAD posjetio 1907., u St. Louisu bilo je oko 5 000 Hrvata. Većina ih je živjela u pansionima s poslovima na duži rok. 
New York je služio kao luka za daljnje naseljavanje SAD-a. Kasnije, s razvojem hrvatske migracije, New York je postao vrlo važan grad za Hrvate, kako im je služio za širenje po Sjedinjenim Državama. 1906. stvarna hrvatska zajednica nije postojala u New Yorku. Mnogi su se Hrvati naselili u vanjskim dijelovima New Yorka, posebice u sjeverozapadnom i sjeveroistočnom djelu u okruzima Queens i sličnim susjednim mjestima kao Whitestone, Astoria, Bayside i Douglaston.
Aljaska je postala odredište Hrvata u ranome 20. stoljeću s početkom Zlatne groznice 1897. – 1899. Nekoliko stotina Hrvata naselilo se u Anchoragu, Fairbanksu i Sitki. Osnovali su male trgovine i poslove u ribarskoj djelatnosti. Danas Aljaska ima 50 000 žitelja hrvatskog porijekla, što čini 1/8 stanovništva Aljaske.

## Vjeroispovijest
Hrvatski svećenici, većinom dijecezanski kler, doselili su se s prvim Hrvatima u SAD-u u ranome 19. stoljeću. Bili su prvi misionari. Putovali su od mjesta do mjesta, gdje je god postojalo naselje, propovijedajući župske misije i osnivajući religijska, kulturna i dobrotvorna društva. Često su jedino svećenici bili obrazovani među hrvatskim doseljenicima pa su tako su dobili uloge vođa; često su bili su prvi koji su tečno poznavali engleski jezik pa su i prevodili. Njihova primarna odgovornost je, međutim, bila organiziranje hrvatskih katoličkih župa u gradskim središtima sa značajnim hrvatskim stanovništvom. Tako se početkom stoljeća grade hrvatske crkve u Pittsburghu i Steeltonu, u Pennsylvanii, New Yorku, Chicagu, Clevelandu te drugim gradovima. Najstarija župa je St. Nicholas Church (Crkva Svetog Nikole) u Pittsburghu, osnovana 1894.; druge župe osnovane su 1900-ih, kao Church of the Nativity (Crkva Rođenja Isusova) u San Franciscu. I prije nego što su službeno osnovani, hrvatski franjevci putovali su kroz SAD-e, stvarjući i pomažući u hrvatskim župama te su se zalagali za očuvanje vjerskih i nacionalnih osjećaja kod Hrvata. Hrvatski katolici u SAD-u važan su dio Katoličke crkve u SAD-u. To je djelom zbog velikog doprinosa hrvatskih svećenika i časnih sestara u stvaranju i očuvanju katoličke vjere u SAD-u, a isto tako su svećenici najzaslužniji u tome što se potomci današnjih američkih Hrvata podrijetlom izjašnjavaju kao Hrvati, a po vjeri katolici. Danas postoje svega 32 hrvatske župe i tri misije u SAD-u.
Osim Hrvata katolika u Americi, postoje i manji brojevi Hrvata muslimana, pravoslavaca, protestanata i židova.

## Udruge
Hrvatski Amerikanci međusobno su vrlo bliski još od vremena kada su napustili domovinu. Lančane migracije Hrvata iz istih dijelova domovine pomogle su u stvaranju hrvatskih naselja. Povezani su zbog istih ili sličnih zanimanja, jednakog socijalnog statusa, katoličke vjere i drugih stvari koje su ponekada jače od službenih organizacija. Najpoznatije neslužbeno okupljalište prvih Hrvata bile su kavane (saloons). Često su bili upleteni u razne dobrotvorne organizacije i bili su među prvim Hrvatima koji su naučili engleski. Veliki broj njih imao je naporne dnevne radove, koji se najlakše opišu kao krevet-posao-krevet. No pozitivne stvari kavana ne mogu se poreći. Osim neslužbenih okupljanja, hrvatski Amerikanci osnovali su nekoliko tisuća organizacija različitoga značaja. U svome dječu, "Early Croatian Immigration to America After 1945" (Rana hrvatska imigracija u SAD-e nakon 1945.), George Prpic drži kako je bilo oko 3 000 organizacija osnovanih u razdoblju od 1880. do 1940. u Sjedinjenim Državama. Hrvati su prvo počeli osnivati dobrotvorne, kulturne, obrazovne, vjerske, poslovne, političke i športske organizacije. Organizacije su imale veliki utjecaj na hrvatska naselja u kojima su se nalazila. Hrvati su bili manjina u usporedbi s Amerikancima i ostalim narodima. Štoviše, Hrvati su došli s najkasnijom skupinom useljenika, što ih je dovelo do osjećaja nesigurnosti. Većina njih nije poznavala engleski i imali su slabo plaćene poslove, što im je stvaralo kompleks neravnopravnosti. Stoga su pronašli sigurnost u organizacijama svoje etničke skupine. Drugo posebno okupljanje je ono oko tamburice, koja je bila jedna od prvih stvari koje bi Hrvat ponio sa sobom u SAD-e. Tamburica i pjevanje nisu spojeni do ožujka 1949. u Clevelandu, gdje je osnovana "American-Croatian Singing Association" (Američko-hrvatska pjevačka udruga). Hrvatski Amerikanci gajili su duboke osjećaje uz domovinu pa su to i javno izražavali.

## Organizacije
Hrvatska američka organizacija Hrvatska bratska zajednica (Croatian Fraternal Union) je društvo s dugom tradicijom u SAD-u. Osnovano je 1897.  Tijekom Drugog svjetskog rata, iz Hrvatske bratske zajednice slan je novac za pomoć u Hrvatsku.  HBZ financira i školarine hrvatskim Amerikancima te pomaže njihovu kulturnu naobrazbu.
Hrvatsko američko udruženje je lobira Kongres Sjedinjenih Američkih Država o pitanjima vezanim uz Hrvatsku.
Croatian American Network (Hrvatska američka mreža) je poznata Facebook grupa gdje komuniciraju hrvatski Amerikanci.

## Kultura
2007. osnovan je godišnji filmski festival Croatian Film Festival u New Yorku. Osnovala ga je fondacija The Doors Art.

## Hrvatski Indijanci
Legenda je da su Indijanci plemena Croatan, koji su živjeli na području Sjeverne Karoline, bili dijelom hrvatskog porijekla. Neki povjesničari potvrđuju to činjenicom da su hrvatski mornari doživjeli brodolom kod Cape Hatterasa 1498., te ostaju živjeti u blizini, gdje se asimiliraju s Indijancima u okolini. Također se oslanjaju i na tri rezbarije koje su pronašli engleski istraživači 1593. Rezbarije su imale natpis "Croatoan", što američki povjesničari povezuju s imenom indijskoga plemena Algonquin.

## Bijeli Hrvati
U Poljskoj je postojala etnička skupina pod nazivom Bijeli Hrvati, koja je velikom većinom iselila u Sjedinjene Države. Skupina je bila koncentrirana oko Krakowa i vjerojatno napustila Poljsku zbog nacističke i staljinističke opresije.[nedostaje izvor] Zanimljivo je to da je, prema američkim dokumentima, od početka stoljeća bilo oko 100 000 useljenika s područja oko Krakowa koji su se izjasnili kao Bielo-Chorvati.

## Spomen
- Newyorški gradonačelnik Eric Adams proglasio je 22. svibnja 2023. taj nadnevak Danom hrvatske baštine (eng. Croatian Heritage Day).[14]

## Vanjske poveznice
- Čizmić, Ivan. 1998. Iseljavanje iz Hrvatske u Ameriku kao dio europskih migracijskih tijekova. Društvena istraživanja. 7 (33–34): 127–146
- Croatia and Croatians. croatians.com. Inačica izvorne stranice arhivirana 16. veljače 2007.
- Bibliography of Croatian Americans. croatians.com. Inačica izvorne stranice arhivirana 11. veljače 2007.